# Tintin w Kongo
Tintin w Kongo (fr. Tintin au Congo) – album komiksowy wydany w serii Tintin, autorstwa Hergé.

## Treść
Tintin w Kongo zaczyna się, gdy Tintin i Miluś wyruszają z Antwerpii do Konga Belgijskiego. Miluś uczestniczy w kilku wypadkach na statku, w tym spotkanie z pasażerem na gapę, ale mimo to bezpieczne dojeżdżają do Matadi. Tam wypożyczają Forda T i zatrudniają przewodnika o imieniu Koko. Wyruszają w głąb Kongo, gdzie Tintin poluje na zwierzęta.
Gdy wracają do miejsca, w którym został Koko oraz samochód Tintin zauważa, że jego auto zostało skradzione przez człowieka, w którym później Miluś rozpoznaje pasażera na gapę. Odzyskują samochód, ale mężczyzna ucieka.
Następnie Tintin, Miluś i Koko udają się do wioski. Jednak pasażer na gapę dogaduje się z miejscowym czarownikiem i kilkakrotnie próbuje się pozbyć Tintina. W ostatniej próbie bandyta (Tom) próbuje zawiesić Tintina nad rzeką pełną krokodyli, ale Tintin zostaje uratowany przez belgijskiego misjonarza.
Tintin i Miluś zostają zabrani do miejsca, gdzie mieszkają misjonarze, a Tom znów próbuje pozbyć się Tintina, ale w ostatniej walce zostaje pożarty przez krokodyle, choć Tintin wcale tego nie chciał. Tintin odnajduje list, w którym Tom otrzymał instrukcje- zawarty był w nich rozkaz zabójstwa głównego bohatera. List został podpisany inicjałami A.C., które należą do Ala Capone, który pragnie przejąć wydobycie diamentów w Kongo. Tintin przekazuje informacje o tej akcji policji i z ich pomocą aresztuje gang.
W końcu Tintin może wrócić do spokojnego kongijskiego życia. Jednak on i Miluś zostają zaatakowani przez bawoły. Zanim zostają przez nie stratowani,
przelatujący nieopodal samolot ich ratuje. Zostają zabrani do Europy, aby przygotować się do kolejnej przygody, Tintin w Ameryce.

## Wydania
„Tintin w Kongo” został wydany w postaci albumu czarno-białego (jak wszystkie pierwsze wydania początkowych albumów z przygodami Tintina) już w roku 1931 (we Francji dopiero 6 lat później). Według krytyków obraz Afryki jest typowy dla ówczesnej Belgii: naiwny i paternalistyczny. W roku 1946 Hergé przerysował go w kolorze, usuwając przy tym akcenty uważane za zbyt prokolonialne, co według przeciwników tego komiksu nie poprawiło jednak jego braków.
W Polsce komiks ten został wydany przez wydawnictwo Twój Komiks w 2002 roku.